# Liste der Einträge im National Register of Historic Places im Haywood County (Tennessee)

Lage des Haywood Countys in Tennessee

Die Liste der Einträge im National Register of Historic Places im Haywood County in Tennessee führt die Bauwerke und historischen Stätten im Haywood County auf, die in das National Register of Historic Places aufgenommen wurden.

## Derzeitige Einträge
| [ 2 ] | Name                                            | Bild                                 | Eintragsdatum        | Lage                                                                 | Ort         | Beschreibung |
| ----- | ----------------------------------------------- | ------------------------------------ | -------------------- | -------------------------------------------------------------------- | ----------- | ------------ |
| 1     | Cedar Grove                                     |                                      | 1980 ID-Nr. 80003833 | Westlich von Brownsville 35° 40′ 19″ N, 89° 23′ 38″ W                | Brownsville |              |
| 2     | College Hill Historic District                  |                                      | 1980 ID-Nr. 80003834 | Abgegrenzt durch US 70, US 79 und TN 19 35° 35′ 36″ N, 89° 16′ 12″ W | Brownsville |              |
| 3     | Dancyville United Methodist Church and Cemetery |                                      | 1991 ID-Nr. 91000224 | Dancyville Methodist Church Street 35° 24′ 19″ N, 89° 17′ 43″ W      | Dancyville  |              |
| 4     | Joshua K. Hutchison House                       | Joshua K. Hutchison House            | 1988 ID-Nr. 88001022 | 124 North Church Avenue 35° 35′ 44″ N, 89° 15′ 31″ W                 | Brownsville |              |
| 5     | Republican Primitive Baptist Church             |                                      | 2000 ID-Nr. 00000769 | 350 Raymond Taylor Road 35° 38′ 1″ N, 89° 25′ 55″ W                  | Brownsville |              |
| 6     | Stanton Masonic Lodge and School                |                                      | 1987 ID-Nr. 87001878 | West Main Street 35° 27′ 56″ N, 89° 24′ 17″ W                        | Stanton     |              |
| 7     | Temple Adas Israel                              | Temple Adas Israel                   | 1979 ID-Nr. 79002445 | Washington Street Ecke College Street 35° 35′ 44″ N, 89° 15′ 45″ W   | Brownsville |              |
| 8     | Woodland Baptist Church                         |                                      | 2003 ID-Nr. 03000150 | 885 Woodland Church Road 35° 33′ 51″ N, 89° 6′ 2″ W                  | Woodland    |              |
| 9     | Woodlawn Baptist Church and Cemetery            | Woodlawn Baptist Church and Cemetery | 1996 ID-Nr. 96001358 | Woodlawn Road, östlich der TN 19 35° 39′ 16″ N, 89° 19′ 16″ W        | Nutbush     |              |
| 10    | Zion Church                                     | Zion Church                          | 1978 ID-Nr. 78002601 | College Street Ecke Washington Street 35° 35′ 44″ N, 89° 15′ 42″ W   | Brownsville |              |